# Ноле (провинция Турин)
Ноле (итал. Nole) — коммуна в Италии, располагается в регионе Пьемонт, в провинции Турин.
Население составляет 6447 человек (2008 г.), плотность населения составляет 567 чел./км². Занимает площадь 11 км². Почтовый индекс — 10076. Телефонный код — 011.
Покровителем коммуны почитается святой мученик Викентий, празднование 22 января.

## Демография
Динамика населения:

## Города-побратимы
- Шарвьё-Шаваньё, Франция (1987)

## Администрация коммуны
- Официальный сайт: http://www.comune.nole.to.it/